# Idrazina nitroformiato
Il nitroformiato di idrazinio (sigla commerciale: HNF, da hydrazinium nitroformate) è il sale formato per protonazione dell'idrazina da parte del nitroformio (trinitrometano), contenente cationi  idrazinio e anioni nitroformiato, la cui formula è quindi [N2H5]+ [C(NO2)3]–. È facilmente solubile in acqua ed altri solventi polari e spesso è trasportata, o anche usata, come soluzione acquosa al 33%.

## Sintesi e decomposizione termica
Si produce per azione del trinitrometano (o nitroformio, HC(NO2)3), su soluzioni acquose concentrate di idrazina:
N2H4 + HC(NO2)3)  →  [N2H5]+[C(NO2)3]–
La reazione di decomposizione termica è più complessa, ma quella stechiometrica è la seguente, che mostra comunque l'ingente numero di moli gassose che vengono prodotte (1:6,75):
4 CH5N5O6 = 3 O2 + 4 CO2 + 10 H2O + 10 N2

## Proprietà
Ha proprietà esplosive ed è un propellente ad alta densità energetica ed anche ossidante. Sono in corso ricerche presso l'Agenzia spaziale europea per studiarne l'uso nei propellenti solidi per razzi. Una caratteristica del propellente è che che brucia molto rapidamente e con un'efficienza di combustione molto elevata e in grado di produrre un alto impulso specifico. Insieme al dinitrammiduro di ammonio [NH4]+ [N3O4]− (ADN), viene studiato come possibile propellente alternativo ecosostenibile del perclorato di ammonio (AP).
È un prodotto chimico di ricerca, costoso e disponibile solo in quantità limitate. Uno svantaggio di HNF è la sua stabilità termica limitata.